# Estatua de Marduk
La Estatua de Marduk, también conocida como la Estatua de Bêl (Bêl, que significa "señor", siendo una designación común para Marduk), era la representación física del dios Marduk, la deidad patrona de la antigua ciudad de Babilonia. tradicionalmente ubicado en el templo principal de la ciudad, el Esagila. Había siete estatuas de Marduk en Babilonia, pero 'la' Estatua de Marduk generalmente se refiere a la estatua principal del dios, colocada de manera prominente en el Esagila y utilizada en los rituales de la ciudad. Esta estatua fue apodada Asullḫi y estaba hecha de un tipo de madera llamada mēsu y cubierta de oro y plata.

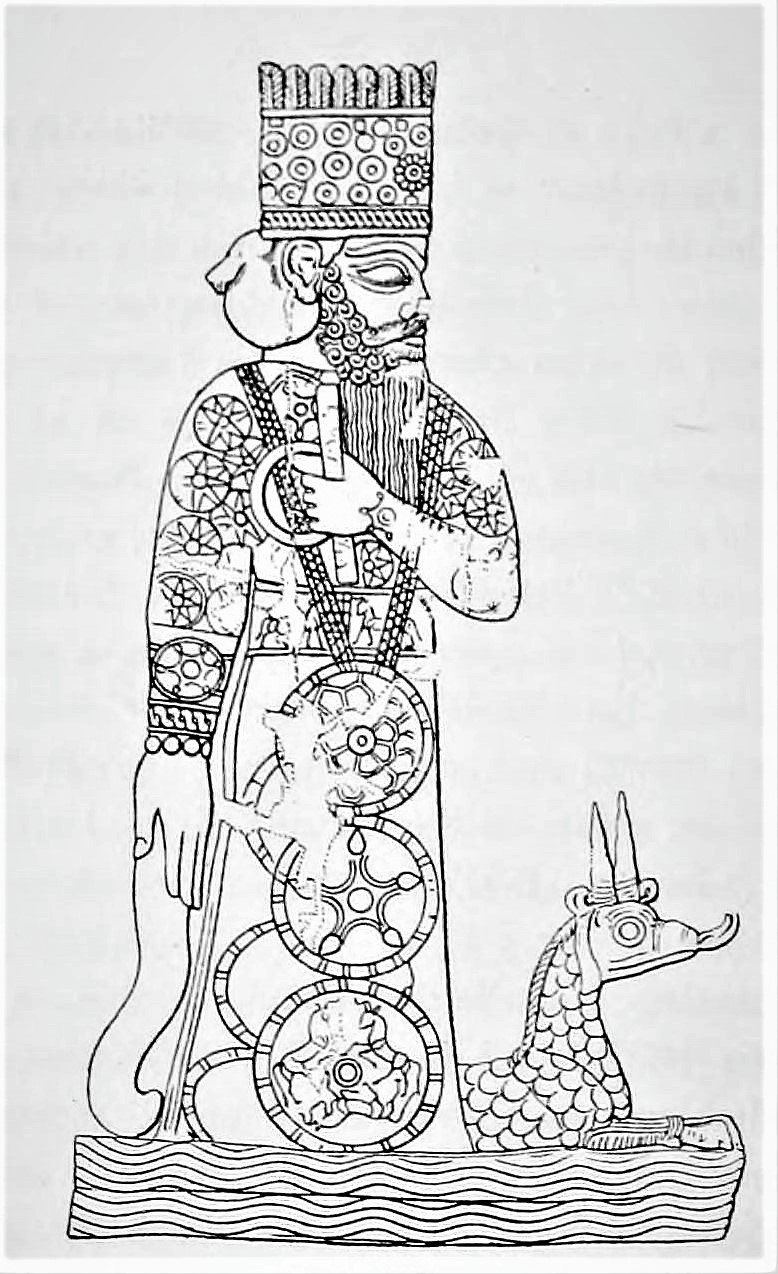
La Estatua de Marduk representada montada en el dragón de Marduk Mušḫuššu y de pie victorioso en las aguas primordiales de Tiamat. De un sello cilíndrico del, el rey babilónico Marduk-zakir-shumi I.

Al igual que las estatuas de deidades en otras ciudades de Mesopotamia, los babilonios combinaron esta estatua con su dios real, creyendo que el propio Marduk residía en su ciudad a través de la estatua. Como tal, la estatua tenía un enorme significado religioso. Se usó durante el festival de Año Nuevo de Babilonia y los reyes de Babilonia lo incorporaron a sus rituales de coronación, recibiendo la corona "de manos" de Marduk.
Debido al enorme significado de la estatua, a veces los enemigos de Babilonia la usaban como un medio de guerra psicológica. Los poderes enemigos como los hititas, los asirios y los elamitas robaron la estatua durante los saqueos de la ciudad, lo que provocó disturbios religiosos y políticos, ya que los rituales tradicionales de Babilonia no pudieron completarse. Casualmente, todos los reyes extranjeros que se sabe que robaron la estatua terminaron siendo asesinados más tarde por sus propios familiares, algo que los babilonios aclamaban como un castigo divino. Las devoluciones de la estatua, ya sea a través de los enemigos devolviéndola o mediante la campaña de un rey babilónico para recuperarla con éxito, fueron ocasiones para grandes celebraciones.
El destino final de la estatua es incierto. Una suposición común es que fue destruida por el rey persa aqueménida Jerjes I después de un levantamiento babilónico contra su gobierno en 484 a. C., pero las fuentes históricas utilizadas para esta suposición podrían estar refiriéndose a una estatua completamente diferente. La corona de la estatua fue restaurada por Alejandro Magno en el 325 a. C., lo que significa que todavía estaba en el Esagila en ese momento. Hay un puñado de referencias a gobernantes posteriores que dieron obsequios "a Marduk" en el Esagila, algunos de ellos hasta durante la época del gobierno parto en Mesopotamia en el siglo II a. C.

## Antecedentes

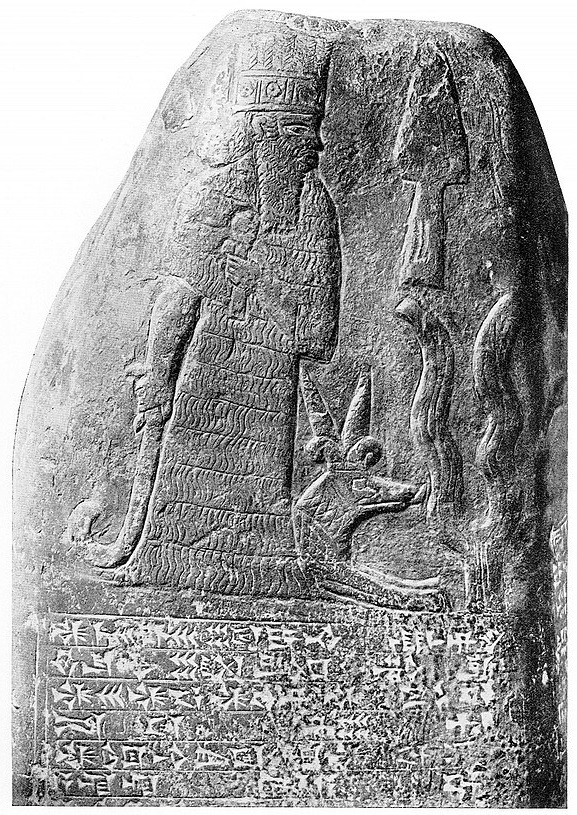
La estatua de Marduk en una estela kudurru del rey babilónico Meli-Shipak

Marduk era la deidad patrona de la ciudad de Babilonia, habiendo ocupado este cargo desde el reinado de Hammurabi (siglo XVIII a. C.) en la primera dinastía de Babilonia. Aunque la adoración babilónica de Marduk nunca significó la negación de la existencia de otros dioses en el panteón mesopotámico, a veces se ha comparado con el monoteísmo. La historia de la adoración de Marduk está íntimamente ligada a la historia de Babilonia misma y, a medida que aumentaba el poder de Babilonia, también lo hacía la posición de Marduk en relación con la de otros dioses mesopotámicos. A fines del segundo milenio antes de Cristo, a veces se hacía referencia a Marduk simplemente como Bêl, que significa "señor".
En la mitología mesopotámica, Marduk era un dios creador. Siguiendo el Enûma Elish, el mito de la creación babilónico, Marduk era el hijo de Enki, el dios mesopotámico de la sabiduría, y saltó a la fama durante una gran batalla entre los dioses. El mito cuenta cómo el universo se originó como un reino caótico de agua en el que originalmente había dos deidades primordiales, Tiamat (agua salada, hembra) y Apsu (agua dulce, macho). Estos dos dioses dieron a luz a otras deidades. Estas deidades (incluidos dioses como Enki) tenían poco que hacer en estas primeras etapas de existencia y, como tales, se ocupaban de diversas actividades.
Finalmente, sus hijos comenzaron a molestar a los dioses mayores y Apsu decidió deshacerse de ellos matándolos. Alarmado por esto, Tiamat le reveló el plan de Apsu a Enki, quien mató a su padre antes de que se pudiera llevar a cabo el complot. Aunque Tiamat le había revelado el complot a Enki para advertirle, la muerte de Apsu la horrorizó y ella también intentó matar a sus hijos, formando un ejército junto con su nuevo consorte Kingu. Cada batalla en la guerra fue una victoria para Tiamat, hasta que Marduk convenció a los otros dioses para que lo proclamaran como su líder y rey. Los dioses estuvieron de acuerdo, y Marduk salió victorioso, capturando y ejecutando a Kingu y disparando una gran flecha a Tiamat, matándola y partiéndola en dos.
Con estas caóticas fuerzas primordiales derrotadas, Marduk creó el mundo y ordenó los cielos. Marduk también se describe como el creador de los seres humanos, que estaban destinados a ayudar a los dioses a derrotar y contener las fuerzas del caos y así mantener el orden en la Tierra.

## Apariencia y otras estatuas

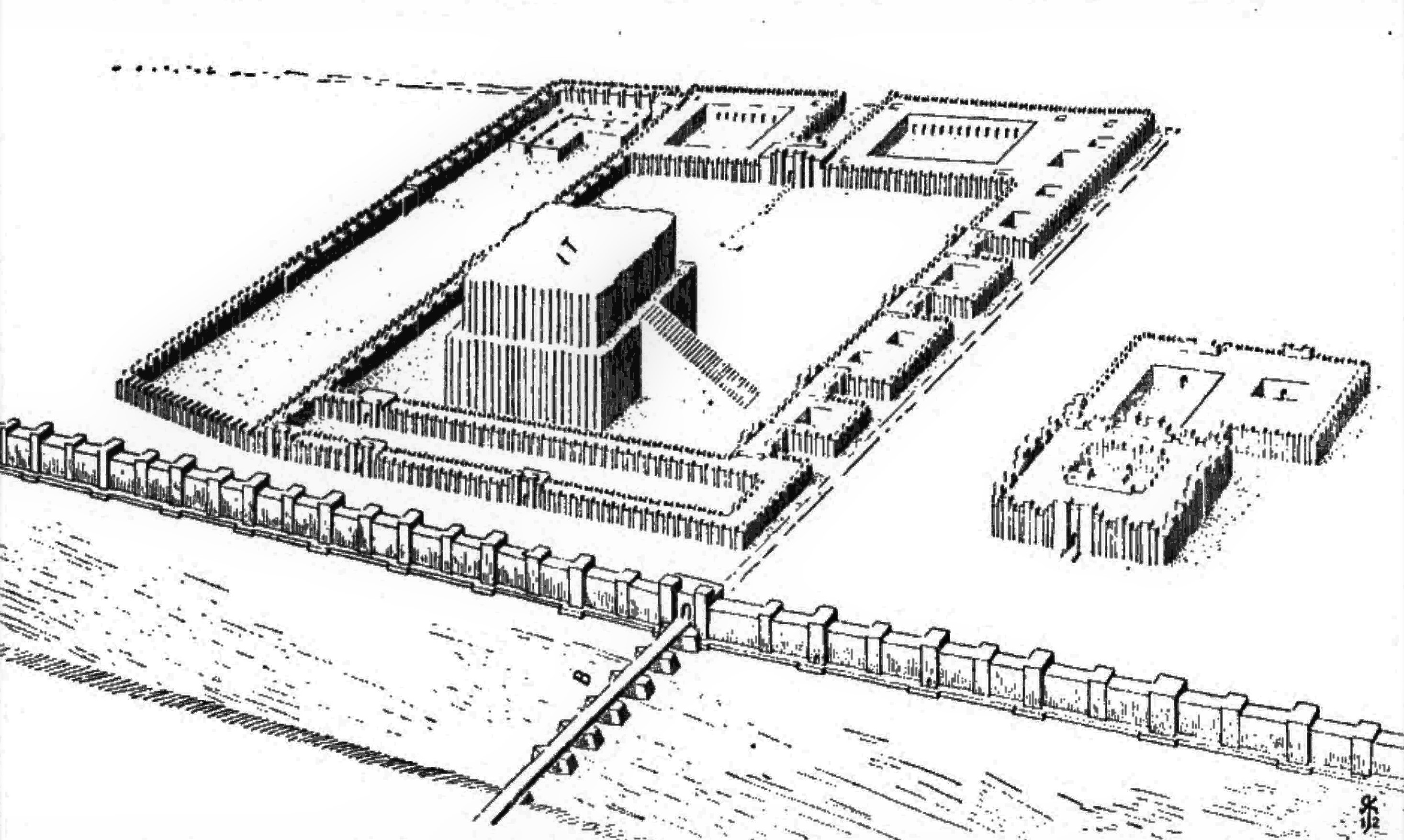
Reconstrucción de los peribolos de Babilonia, incluido el templo de Esagila, donde se guardaba la estatua de Marduk. De las Excavaciones de Babilonia (1914)

La estatua de Marduk era la representación física de Marduk ubicada en el templo principal de Babilonia, Esagila. Aunque en realidad había siete estatuas separadas de Marduk en Babilonia: cuatro en Esagila y el complejo del templo circundante; uno en el Etemenanki (el zigurat dedicado a Marduk); y dos en templos dedicados a otras deidades. 'La' estatua de Marduk generalmente se refiere a la estatua principal de Marduk, colocada de manera prominente en el Esagila y utilizada en los rituales de la ciudad.
Esta estatua principal de Marduk fue apodada Asullḫi y estaba hecha de un tipo de madera llamado mēsu. La estatua de madera tallada también estaría cubierta de metales preciosos, como oro y plata. Además de esto, la estatua habría sido provista de ropa ritual, al menos en parte hecha de oro. Esta estatua habría ocupado la sala de culto de Marduk en Esagila, llamada E-umuša. Entre las diversas estatuas de Marduk, la llamada Asullḫi es la única que se menciona explícitamente en relación con los principales rituales de la ciudad (aunque la estatua rara vez se nombra, a menudo se la conoce como "Marduk" o "Bêl"). El nombre Asullḫi se había asociado siglos antes con una deidad separada de encantamientos que luego se combinaron con Marduk.
Otra estatua de Marduk, llamada Asarre, fue hecha de una piedra que los babilonios llamaban marḫušu, posiblemente clorita o esteatita. El Asarre estaba ubicado en una capilla dedicada al dios Ninurta en el lado norte del patio central de Esagila. Aunque esta capilla habría estado dedicada a Ninurta, la estatua de Marduk habría ocupado el punto central de atención y por lo tanto habría sido la figura principal. Esto podría explicarse porque el dios Ninurta fue visto simplemente como un aspecto de Marduk; un antiguo visitante del templo puede no haberse sorprendido al encontrar a Marduk en lugar de Ninurta. Otras estatuas incluyeron una hecha de un tipo de madera llamada taskarinnu y colocada en una cámara dedicada a Enki (el padre de Marduk) en el templo E-kar-zaginna, parte del complejo del templo Esagila pero no del templo en sí; una estatua de alabastro en el "templo de E-namtila"; una estatua de hematita en la "capilla de Ninurta en el templo E-ḫursag-tilla"; y una estatua de material desconocido en "E-gišḫur-ankia, el templo de Bēlet-Ninua".

## Rol e importancia

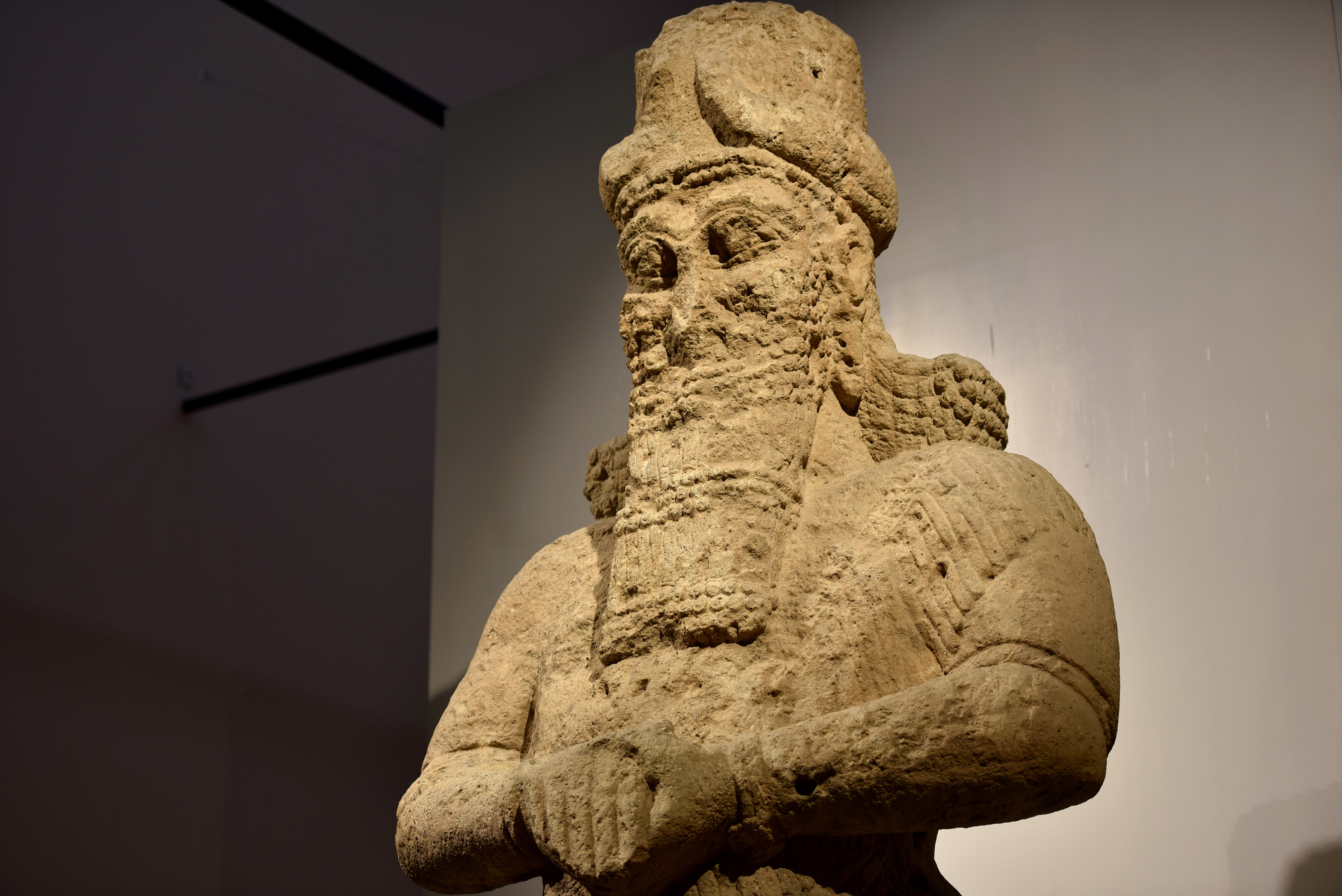
Acercamiento de una estatua colosal en piedra del dios Nabu (el hijo de Marduk) excavada en la ciudad de Kalhu, un ejemplo de una estatua de una deidad de la Mesopotamia recuperada. Epuesta en el Museo Nacional de Irak.

Los ciudadanos de la ciudad de Babilonia combinaron el Asullḫi con el dios real Marduk: se creía que el dios vivía en el templo, entre la gente de su ciudad, y no en los cielos. Como tal, Marduk no era visto como una entidad distante, sino como un amigo y protector que vivía cerca. Esto no fue diferente de otras ciudades de Mesopotamia, que de manera similar fusionaron sus dioses con las representaciones que se usaron para ellos en sus templos. Durante el importante festival religioso de Año Nuevo de 13 días que se celebraba anualmente en la primavera en Babilonia, la estatua era retirada del templo y llevada por la ciudad antes de ser colocada en un edificio más pequeño fuera de las murallas de la ciudad, donde la estatua recibía aire fresco y podía disfrutar de una vista diferente a la que tenía desde el interior del templo. La estatua se incorporó tradicionalmente a los rituales de coronación de los reyes babilónicos, quienes recibieron sus coronas "de las manos" de Marduk durante el festival de Año Nuevo, simbolizando que la deidad patrona de la ciudad les otorgaba la realeza.
Tanto su gobierno como su papel como vasallo de Marduk en la Tierra eran reafirmados anualmente en esta época del año, cuando el rey entraba solo en Esagila el quinto día de los festejos y se reunía con el sumo sacerdote. El sumo sacerdote le quitaba las insignias al rey, lo abofeteaba y lo hacia arrodillarse ante la estatua de Marduk. El rey entonces le decía a la estatua que no había oprimido a su pueblo y que había mantenido el orden durante todo el año, después de lo cual el sumo sacerdote respondería (en nombre de Marduk) que el rey podía continuar disfrutando del apoyo divino para su gobierno y se le devolvian las insignias. La Confesión Negativa completa estándar del rey era la siguiente:
"[Yo no he] pecado, señor de las tierras, No he desatendido tu divinidad,
[Yo no he] arruinado Babilonia, Yo no he ordenado su disolución,
[Yo no he] sacudido el Esagila, Yo no he olvidado sus ritos,
[Yo no he] abofeteado a ninguna persona privilegiada, Yo [no] los he humillado,
[Yo he cuidado] de Babilonia, Yo no he destruido sus murallas exteriores!"
Debido a su importancia para la ciudad, los enemigos de Babilonia a menudo usaban la estatua como medio de guerra psicológica. Cuando las potencias extranjeras conquistaron o saquearon Babilonia, la estatua a menudo era robada de la ciudad (una forma común de debilitar el poder de las ciudades derrotadas en la antigua Mesopotamia). Tales eventos causaban gran angustia a los babilonios, ya que la remoción de la estatua significaba la partida real de la deidad real, su amiga y protectora. Sin ella, la fiesta de Año Nuevo no se podría celebrar y las actividades religiosas eran difíciles de realizar. Los babilonios creían que las salidas de la estatua de la ciudad eran  autoimpuestas, por la propia estatua que decidía hacer el viaje y el robo extranjero simplemente era un medio para lograrlo. La ausencia de la estatua significó confusión y dificultades para los babilonios, quienes creían que las tierras extranjeras se beneficiaban de tener la estatua, ya que traía prosperidad dondequiera que fuera. La práctica de quitar las estatuas de culto a los enemigos se consideraba que capturaba la fuente del poder divino del enemigo y suprimía ese poder.
Las estatuas de deidades a veces eran destruidas por los poderes enemigos, como sucedió alguna vez con la estatua del dios sol Shamash en la ciudad patrona de esa deidad, Sippar. Fue destruido por los Suteos durante el reinado del rey babilónico Simbar-Shipak (c. 1026-1009 aC). Como estas estatuas tenían un enorme significado religioso, la estatua de Shamash no pudo ser reemplazada hasta casi dos siglos más tarde, bajo el rey Nabu-apla-iddina (c. 887-855 a. C.) cuando una réplica del original fue "revelada divinamente" y el rey ordenó que se dedicara ritualmente la nueva estatua. Mientras tanto, Sippar había rezado a su dios usando un disco solar como sustituto de la estatua. Aunque se fusionaron en uno solo, se creía que los dioses de Mesopotamia podían "abandonar" sus estatuas. En un texto religioso del siglo VIII a. C., el mal estado de la estatua de Marduk inspiró al dios Erra a sugerir que Marduk se apartara de la estatua y que Erra podría gobernar en su lugar hasta que los babilonios hubieran terminado de restaurarla.
Los dioses podrían existir en el cielo y en la Tierra simultáneamente, y su presencia en la Tierra podría estar en varios lugares al mismo tiempo: por ejemplo, Shamash y la diosa Ishtar (una diosa del sexo, la guerra, la justicia y el poder político asociada con el planeta Venus). se manifestaron en imágenes de culto en muchas ciudades diferentes y también se vieron todavía presentes en sus respectivos cuerpos celestes. Aunque las estatuas y otras imágenes de culto podrían resultar dañadas, esto no significa que los dioses mismos sufran daños reales.